# Kasper Jebjerg
Kasper Jebjerg est un coureur cycliste danois, né le 21 mars 1985 à Svendborg.

## Palmarès
- 2003
  -  Champion du Danemark du contre-la-montre par équipes juniors
  - 3e étape des Trois jours d'Axel
- 2005
  -  Champion du Danemark du contre-la-montre par équipes
  - 1re étape du Skånska GP Veckan
- 2006
  -  Champion du Danemark sur route espoirs
  - 2e du championnat du Danemark du contre-la-montre par équipes
- 2008
  - 2e du championnat du Danemark du contre-la-montre par équipes
- 2009
  - 2e du championnat du Danemark du contre-la-montre par équipes
  - 2e du Fyen Rundt
- 2010
  - 2e de la Post Cup

## Classements mondiaux
| Année           | 2005  | 2006  | 2007  | 2008  | 2009  | 2010  | 2011 |
| --------------- | ----- | ----- | ----- | ----- | ----- | ----- | ---- |
| UCI Africa Tour |       |       |       |       |       | 126e  |      |
| UCI Asia Tour   |       |       |       |       |       |       | 333e |
| UCI Europe Tour | 1134e | 1332e | 1272e | 1077e | 1201e | 1176e | 448e |